# Arcturina cylindralis
Arcturina cylindralis är en kräftdjursart som beskrevs av Pillai 1963. Arcturina cylindralis ingår i släktet Arcturina och familjen Arcturidae. Inga underarter finns listade i Catalogue of Life.